# Збишов (Брно-околина)
Збишов (чеш. Zbýšov) град је у Чешкој Републици. Град се налази у управној јединици Јужноморавски крај, у оквиру којег припада округу Брно-околина.

## Становништво
Према подацима о броју становника из 2014. године град је имао 3.841 становника.